# John Landis
John David Landis, född 3 augusti 1950 i Chicago i Illinois, är en amerikansk filmregissör, manusförfattare, filmproducent och skådespelare.
John Landis har gjort sig mest känd för sina komedier, men har även arbetat med skräckfilm.

## Filmografi (urval)
- 1973 – Schlock (regi och manus)
- 1977 – Kentucky Fried Movie (regi)
- 1978 – Deltagänget (regi)
- 1980 – The Blues Brothers (regi och manus)
- 1981 – En amerikansk varulv i London (regi och manus)
- 1982 – Coming Soon (regi, manus och produktion)
- 1983 – Thriller (musikvideo; regi, manus och produktion)
- 1983 – Ombytta roller (regi)
- 1983 – Twilight Zone – på gränsen till det okända (regi)
- 1985 – Trassel i natten (regi)
- 1985 – Clue – Mordet är fritt (manus och produktion)
- 1985 – George Burns Comedy Week (TV-serie) (gästregissör, avsnittet "Disaster at Buzz Creek")
- 1985 – Spioner är vi allihopa (regi)
- 1986 – Tre amigos (regi)
- 1987 – Amazon Women on the Moon (regi och produktion)
- 1988 – En prins i New York (regi)
- 1991 – Black or White (musikvideo; regi)
- 1991 – Oscar (regi)
- 1992 – Oskyldigt blod (regi)
- 1994 – Snuten i Hollywood III (regi)
- 1996 – The Stupids (regi)
- 1997 – En amerikansk varulv i Paris (manus)
- 1998 – Blues Brothers 2000 (regi, manus och produktion)
- 1998 – Susan's Plan (regi, manus och produktion)
- 2004 – Slasher (TV-film, regi)
- 2005–2006 – Masters of Horror (TV-serie) (avsnitten "Deer Woman" (regi och manus) och "Family" (regi))
- 2010 – Burke & Hare (regi)